# Władza suwerenna
Władza suwerenna – władza zwierzchnia w kraju (na obszarze państwa), niezależna od jakiejkolwiek władzy zewnętrznej. 
W ustroju demokratycznym władza państwa suwerennego nie podlega żadnej innej władzy poza narodem – ogółem obywateli. 
W art. 4 Konstytucji RP zapisano m.in. że  naród jako podmiot władzy suwerennej stanowią „wszyscy obywatele Rzeczypospolitej” niezależnie od ich przynależności etnicznej, pozycji społecznej, wykształcenia, statusu majątkowego, wyznawanej religii, czy reprezentowanego światopoglądu (pojęcie narodu nie jest użyte w znaczeniu etnicznym (por. naród), lecz filozoficzno-społecznym, obejmującym „wszystkich obywateli Rzeczypospolitej”; demokracja uniwersalna). Swoją wolę naród jako suweren może wyrażać za pośrednictwem swoich przedstawicieli lub bezpośrednio.
Państwo zachowuje suwerenność wewnętrzną, jeśli jego instytucje są niezależne w podejmowaniu decyzji od innych organizacji działających na jego terytorium. Suwerenność zewnętrzna oznacza, że państwo może dobrowolnie nawiązywać równorzędne stosunki z innymi państwami, być członkiem swobodnie wybranych organizacji międzynarodowych.